# 정세형
정세형(1978년 ~ )는 대한민국의 배우이다.

## 학력
- 서울예술대학교 영화과

## 출연작

### 영화
- 《도굴》 (2020년) - 광철 패거리 1 역
- 《포크레인》 (2017년) - 은행원 동기 / 공수부대 4 역
- 《미스 푸줏간》 (2017년) - 고진수 역
- 《당신, 거기 있어줄래요》 (2016년) - 문신조폭남 역
- 《덕혜옹주》 (2016년) - 이건 역
- 《돌이킬 수 없는》 (2010년) - 동료 형사 1 역
- 《소와 함께 여행하는 법》 (2010년) - 뉴스기자 목소리 역
- 《날아라 펭귄》 (2009년) - 장민철 역
- 《아내가 결혼했다》 (2008년) - 의사 역
- 《좋은 놈, 나쁜 놈, 이상한 놈 》 (2008년) - 주호진 부하 역
- 《걸스카우트》 (2008년) - 안전요원 역
- 《우리 생애 최고의 순간》 (2008년) - 정 트레이너 역
- 《바르게 살자》 (2007년) - 진압대 3 역
- 《어머니는 죽지 않는다》 (2007년) - 최필 역
- 《뚝방전설》 (2006년) - 상춘파 2 역
- 《쉬리》 (1999년)

### 드라마
- 《쇼윈도: 여왕의 집》 (채널A, 2021년) - 탱고 마스터 역
- 《이판사판》 (SBS, 2017년) - 진중한 역
- 《품위있는 그녀》 (JTBC, 2017년) - 조선족 조폭 역
- 《THE K2》 (tvN, 2016년) - 형사 역
- 《치즈인더트랩》 (tvN, 2016년) - 박 대리 역
- 《하이드 지킬, 나》 (SBS, 2015년)
- 《화려한 유혹》 (MBC, 2015년)
- 《미생》 (tvN, 2014년) - 생활물자팀 대리 역
- 《최고의 결혼》 (TV조선, 2014년) - 김형준 역
- 《호텔킹》 (MBC, 2014년) - 민성주 기자 역
- 《너희들은 포위됐다》 (SBS, 2014년) - 김재민 역
- 《신의 선물 - 14일》 (SBS, 2014년)
- 《나만의 당신》 (SBS, 2014년)
- 《응급남녀》 (tvN, 2014년) - 정 교수 역
- 《쓰리 데이즈》 (SBS, 2014년)
- 《잘 키운 딸 하나》 (SBS, 2013년)
- 《제왕의 딸 수백향》 (MBC, 2013년) - 백노분 역
- 《세번 결혼하는 여자》 (SBS, 2013년)
- 《별에서 온 그대》 (SBS, 2013년)
- 《응답하라 1994》 (tvN, 2013년) - 선배 레지던트 역
- 《주군의 태양》 (SBS, 2013년)
- 《빠스껫 볼》 (tvN, 2013년) - 병원 보안요원 역
- 《상속자들》 (SBS, 2013년)
- 《원더풀 마마》 (SBS, 2013년)
- 《오로라 공주》 (MBC, 2013년) - 설국 비서 역
- 《구가의 서》 (MBC, 2013년) - 김사형 역
- 《KBS 드라마 스페셜 - 환향-쥐불놀이》 (KBS2, 2012년) - 살주 역
- 《KBS 드라마 스페셜 - 노숙자씨의 행방》 (KBS2, 2012년) - 김 형사 역
- 《마의》 (MBC, 2012년) - 정태섭 역
- 《로맨스가 필요해 2012》 (tvN, 2012년) - 기자 역
- 《유령》 (SBS, 2012년) - 기자 역
- 《샐러리맨 초한지》 (SBS, 2012년) - 김 대리 역
- 《시티헌터》 (SBS, 2011년) - 검사 역
- 《내 마음이 들리니》 (MBC, 2011년) - 형사 역
- 《당돌한 여자》 (SBS, 2010년) - 창섭 역
- 《보석비빔밥》 (MBC, 2009년) - 황 기사 역
- 《하얀거탑》 (tvN, 2007년) - 레지던트 역
- 《사랑과 야망》 (SBS, 2006년) - 태수 기사 역
- 《부활》 (KBS2, 2005년)